# کامیل واتسک
کامیل واتسک (چکی: Kamil Vacek؛ زادهٔ ۱۸ مهٔ ۱۹۸۷) بازیکن فوتبال اهل جمهوری چک است.
از باشگاه‌هایی که در آن بازی کرده‌است می‌توان به باشگاه فوتبال بوهمیانس ۱۹۰۵، باشگاه فوتبال آرمینیا بیله‌فلد، باشگاه فوتبال اسپارتا پراگ، باشگاه فوتبال ملادا بولسلاف، باشگاه فوتبال کیه‌وو ورونا، باشگاه فوتبال سیگما اولوموتس، و باشگاه فوتبال پیاست گلیویتسه اشاره کرد.
وی همچنین در تیم‌های ملی فوتبال زیر ۲۱ سال جمهوری چک، و جمهوری چک بازی کرده‌است.